# بروکبورو
بروکبورو (به انگلیسی: Brookeborough) یک روستا در بریتانیا است. بروکبورو ۵۱۷ نفر جمعیت دارد.